# The Grand Design
The Grand Design (с англ. — «Великий замысел») — пятый студийный альбом австрийской симфо-пауэр-метал-группы Edenbridge, выпущен 19 мая 2006 года на немецком лейбле Massacre Records.
The Grand Design записывался в разных студиях: Farpoint Station (Австрия) под руководством Франка Питтерса (Frank Pitters); Thin Ice Studio (Англия), руководитель Карл Грум (Karl Groom); Studio Heaven (Нидерланды) под руководством Робби Валентина (Robby Valentine) и Арне Стокхаммера; The Track Shak (Германия) у Денниса Уарда (Dennis Ward); Wild One Studio (Австрия), руководитель Якоб Грабмайер (Jakob Grabmayr).

## Список композиций
Слова и музыка всех песен — Арне Стокхаммер, кроме треков  «Terra Nova», «The Grand Design» и «Taken Away», написанные им совместно с Робби Валентином (Robby Valentine).
| №  | Название                   | Длительность |
| -- | -------------------------- | ------------ |
| 1. | «Terra Nova»               | 7:09         |
| 2. | «Flame of Passion»         | 5:22         |
| 3. | «Evermore»                 | 3:47         |
| 4. | «The Most Beautiful Place» | 3:09         |
| 5. | «See You Fading Afar»      | 4:46         |
| 6. | «On Top of The World»      | 5:05         |
| 7. | «Taken Away»               | 4:14         |
| 8. | «The Grand Design»         | 10:17        |

| №  | Название                               | Длительность |
| -- | -------------------------------------- | ------------ |
| 9. | «Empire of the Sun» (инструментальный) | 5:23         |

## Участники записи

### Основной состав
- Сабина Эдельсбахер — ведущий и бэк-вокал
- Арне «Ланвалль» Стокхаммер — электронная гитара, 6- и 12-струнные акустические гитары, клавишные, бузуки, мандолина, пипа
- Франк Биндиг — бас-гитара
- Роланд Навратил — ударные

### Приглашённые музыканты
- Робби Валентин — бэк-вокал, хоровое пение в треках № 1, № 7 и № 8; фортепианное соло в треке № 1
- Дэннис Уард — бэк-вокал, хоровое пение в треках № 2, № 3, № 5 и № 6
- Карл Грум — гитарное соло в треке № 1
- Мартин Майер — фламенко-гитара и акустическая гитара в треке № 8, дополнительная ритм-гитара
- Астрид Стокхаммер — скрипка в треке № 8

### Производство
- Карл Грум — микширование
- Петер Уан’т Риет — мастеринг
- Томас Эверхард — обложка и дизайн буклета
- Моника Стипер — стиль группы (одежда)
- Алики Копанакис — дизайн одежды Сабины